# 小行星2410
小行星2410（2410 Morrison）是一颗围绕太阳公转的小行星。1981年1月3日，愛德華·鮑威爾在可可尼诺县发现了此天体。
該小行星以美國天文學家戴維·莫里森命名。
这颗小行星的绝对星等为62.11790等。